# Ljungstorp och Jägersbo
Ljungstorp och Jägersbo est une localité de Suède dans la commune de Höör en Scanie.
Sa population était de 401 habitants en 2010.